# Malicious Code
Malicious Code (deutsch schädlicher Code) oder Malware ist ein Sammelbegriff für Computeranwendungen, die unerwünschte Effekte erzeugen, wie Trojanische Pferde, Computerviren oder Computerwürmer.
Malicious Codes werden in Web-Applikationen injiziert (z. B. als JavaScript-Code), um die Kontrolle über Online-Applikationen (z. B. im Bereich Online-Banking) zu erlangen. Mit Malicious Codes kann auch versucht werden, ein Session-Cookie zu erlangen, das es erlaubt, eine Session zu hijacken.